# Garten der Menschheit

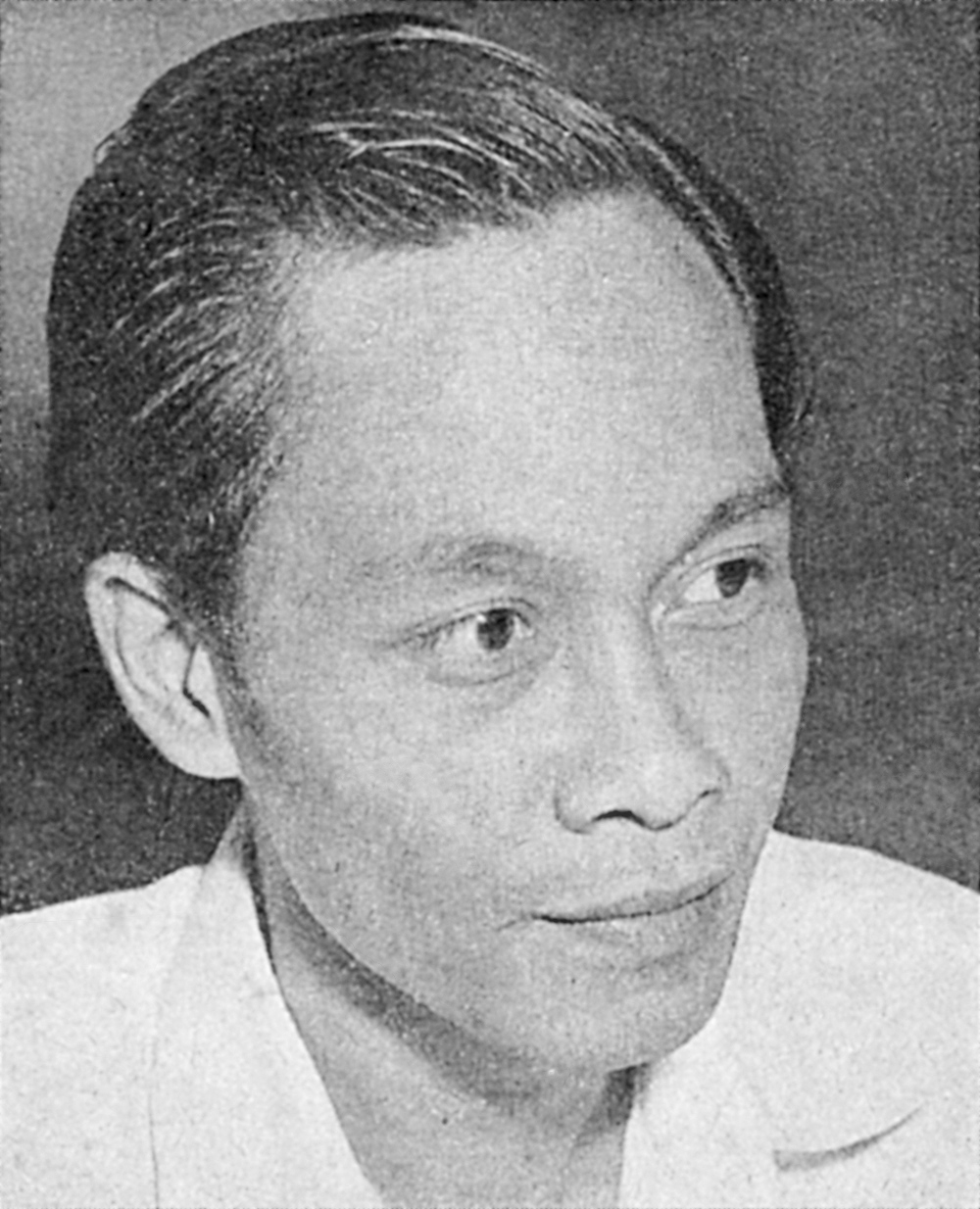
Pramoedya Ananta Toer

Garten der Menschheit (Originaltitel: Bumi Manusia) ist der erste Roman der Buru-Tetralogie von Pramoedya Ananta Toer. Erdacht – und mangels Schreibutensilien zunächst nur mündlich an Mithäftlinge weitererzählt – wurde die Geschichte auf der indonesischen Insel Buru, wo Toer während der indonesischen Militärdiktatur als politischer Gefangener interniert war. Ab 1976 konnte er die Tetralogie  – auch aufgrund internationalen Drucks –  noch im Gefängnis verschriftlichen. Nach seiner Freilassung publizierte Pramoedya Ananta Toer „Garten der Menschheit“ 1980 im Verlag Hasta Mitra. Kurz nach der Veröffentlichung wurde es jedoch vom damaligen Präsidenten Suharto bis zum Ende seiner Regierungszeit in Indonesien verboten. Die Folgeromane heißen Kind aller Völker, Spur der Schritte und Haus aus Glas.

## Inhalt
In Garten der Menschheit geht es um die Geschichte des Erzählers Minke, eines Javaners aus adeligem Hause. Da sein Vater ein Bupati einer Regentschaft auf Java ist, kann Minke auf die Hogere Burgerschool (HBS) in Surabaya gehen, die sonst nur niederländischen Kolonialisten und deren Nachfahren vorbehalten ist.
Eines Tages wird er von seinem Klassenkameraden Robert Suurhof mit der Javanerin Nyai Ontosoroh bekannt gemacht, die eigentlich die Konkubine des Niederländers Herman Mellema ist. Aufgrund dessen geistig instabilen Zustands kombiniert mit ständiger Abwesenheit auf seinen Besitztümern, ist Nyai die eigentliche Verwalterin der Ländereien Mellemas in Wonokromo am Stadtrand von Surabaya. Dort bewirtschaft sie das Landgut mit ihren zwei Kindern Robert und Annelies Mellema, bewacht vom fleißigen Maduresen Darsam. Bei seinem ersten Besuch versteht sich Minke sehr gut mit der Familie, weshalb er weitere Male eingeladen wird. Durch die regelmäßigen Treffen verlieben sich Annelies und Minke ineinander.
Neben der Schule schreibt Mike regelmäßig für holländische Zeitungen, aber unter dem Pseudonym Max Tollenaar, da Texte eines Einheimischen keinen Erfolg hätten. Sein Klassenkamerad Robert Suurhof verrät ihn aus Eifersucht und verbreitet auch bösartige Geschichten über ihn in Surabaya, was Minkes Erfolg als Schreiber aber nicht sonderlich schadet.
Das Verschwinden Robert Mellemas und das Erscheinen eines mysteriösen dicken Mannes verändert das angenehme Leben Minkes auf dem Anwesen der Mellemas. Beides steht in Zusammenhang mit dem plötzlichen Tod Hermann Mellemas durch Vergiftung in einem chinesischen Bordell. Vor Gericht wird das Verhältnis Minkes mit Anneliese ausufernd erörtert, obwohl beide vom chinesischen Bordellbesitzer entlastet werden, da dieser die Schuld auf sich nimmt. Nichtsdestotrotz wird Minke kurzfristig der Schule verwiesen.
Auf Druck von Außen wird Minke nach kurzer Zeit wieder in die Schule aufgenommen und kann sie erfolgreich abschließen, sogar als bester Schüler Surabayas. Kurze Zeit nach seinem Schulabschluss findet seine Hochzeit mit Annelies nach islamischen Ritus statt und die beiden leben glücklich auf dem Anwesen mit Nyai Ontosoroh.
Das Glück hält nur kurz, da Maurits Mellema, ein Sohn Herman Mellemas aus seiner ersten und einzigen Ehe, Ansprüche auf das Anwesen seines Vaters in Wonokromo erhebt und dieses von einem Gericht in Amsterdam zugesprochen bekommt. Nyai Ontosoroh hat als Konkubine und Einheimische keinerlei Anrecht und Entscheidungsgewalt über ihr Land und ihre Kinder. Maurits Mellema bekommt zudem das Sorgerecht für Annelies zugesprochen, bis diese volljährig ist, und beordert sie zu sich nach Amsterdam. Obwohl die Ehe nach islamischer Tradition Gültigkeit besitzt, ist sie nach niederländischem Recht illegal und daher vor Gericht irrelevant. Die Ausreise von Annelies kann trotz Unterstützung erfolgreicher Juristen nicht verhindert werden. Die letzten Tage vor der Abreise verbringen Minke, Annelies und Nyai Ontosoroh unter Hausarrest auf ihrem ehemaligen Anwesen, dass von der niederländischen Marechaussee überwacht wird. Schließlich wird Annelies abgeholt und segelt nach Europa, während Minke und Nyai Ontosoroh zurückbleiben müssen.

## Verfilmung
Im März 2018 wurde auf einer Pressekonferenz bekannt gegeben, dass Garten der Menschheit verfilmt werden soll. Produziert von Falcon Pictures unter der Regie von Hanung Bramantyo. Die Bekanntmachung rief sowohl positive als auch negative Reaktionen hervor. Die Premiere fand am 9. August in Surabaya, dem Ort der Handlung, statt.